# Вук самотњак
Вук самотњак је југословенски филм из 1972. године. Режирао га је Обрад Глушчевић, који је написао и сценарио заједно са Стјепаном Перовићем. Премијерно је приказан на Фестивалу југословенског филма у Пули, 1972. године.

## Радња
Вук самотњак је филм о пријатељству дечака и пса. Радња филма се одиграва у Лици, непосредно након Другог светског рата. Дечак Ранко налази у планини великог пса, немачког овчара, који је ту остао после рата. Ранко га спашава из замке у коју се ухватио и спријатељује се са њим. По натпису са медаљона на огрлици назива га Хунд. Међутим, пошто је пас сличан вуку сељани верују да се ради о опасном вуку, самотњаку, и да га треба убити. Дечак због тога страхује за свог љубимца. Кришом му носи храну у планину. Пас га једном чак спасава од вука. Сељаци организују хајку, јер верују да је тај вук самотњак поклао овце у једном тору. У последњем тренутку дечак спашава свог пријатеља.

## Улоге
| Глумац              | Улога     |
| ------------------- | --------- |
| Славко Штимац       | Ранко     |
| Жељко Матаија       | Ређо      |
| Иван Штимац         | Ћиро      |
| Боро Иванишевић     | Јошо      |
| Смиљан Чичић        | Николица  |
| Едо Перочевић       | Отац      |
| Финка Павичић Будак | Бака      |
| Драгомир Фелба      | Данеша    |
| Славица Фила        | учитељица |
| Рикард Брзеска      |           |
| Бранко Шпољар       |           |
| Илија Ивезић        |           |
| Јован Ранчић        |           |
| Сабрија Бисер       |           |
| Пас Роул            | Пас Хунд  |

## Награде
- Награда „Сребрна арена“ на Пулском фестивалу за други најбољи филм и награда публике „Јелен“, Пула, 1972. године[3].
- Награда Дома пионира Славку Штимцу, Ниш, 1973. године.[4]

### Међународни фестивали
- Награда кинематографских писаца, Хихон (Шпанија).
- Награда „Jovellanos“, Националног центра дечјег и омладинског филма, Хихон, 1972. године.
- Награда „Златни делфин“ за најбољи играни филм, Техеран, 1972. године.
- Награда за најбољи играни филм, Дамаск.
- Награда „Chauette“, Брисел, 1980. године.[3][4]

## Занимљивости
- Вук самотњак је први филм у коме је глумио Славко Штимац, а тада је имао 11 година.
- У Лици 1971. године није било довољно снега па је филм зато снимљен у Словенији, а један део у Загребу, у студију Јадран филма.[2][5]

## Књиге
Маја Глушчевић, супруга сценаристе и редитеља Обрада Глушчевића, написала је два романа инспирисана филмом Вук самотњак:
- Вук самотњак, 1983. године, роман написан на основу филма[6],
- Тишина, снима се!, 2009. године, романсирани доживљаји са снимања филма.[2]